# Eduardo Jara Roncati
Eduardo Jara Roncati (Concepción, Chile,  28 de enero de 1940) es Abogado, Licenciado en Ciencias Políticas, Máster en Estudios Políticos Europeos, diplomático de carrera y ex Embajador de Chile.

## Educación
Cursó sus estudios secundarios en el Colegio "Lycée Charles de Gaulle" de Concepción, Chile, y los estudios universitarios en las Escuelas de Derecho y de Ciencias Políticas y Administrativas de la Facultad de Ciencias Jurídicas y Sociales de la Universidad de Chile de Santiago. 
Posteriormente hizo cursos de especialización en relaciones económicas internacionales en el Instituto para la Integración de América Latina y el Caribe (INTAL, BID) en Buenos Aires, Argentina, 1966; el Instituto de Cooperación para el Desarrollo (ICD), en Bruselas, Bélgica, 1969; y el GATT, Ginebra, Suiza, 1969.

## Carrera diplomática
Ingresó al Servicio Exterior de Chile el 15 de marzo de 1965 y concluyó su carrera el 10 de mayo de 2000, desempeñando misiones diplomáticas en diversos países.  
Destacan sus cargos de Cónsul en La Paz, Bolivia; Segundo Secretario en Venezuela; Primer Secretario y Consejero en Francia; Cónsul General en Arequipa, Perú, y de Ministro Consejero en las embajadas en Nueva Zelanda, República Popular China, Francia y Brasil. 
Entre 1994 y 1998 fue Embajador Extraordinario y Plenipotenciario en la República de Corea, y entre 1995 y 1998 Embajador Concurrente en Mongolia.  
Como Embajador en la República de Corea inició los contactos y luego las negociaciones que culminaron con el primer acuerdo de libre comercio suscrito por Chile con un país asiático.
En el Ministerio de Relaciones Exteriores ocupó cargos en las direcciones políticas y económica, fue Subdirector de asuntos científicos y tecnológicos (1978), Subdirector de la Academia Diplomática Andrés Bello (1986-1987), Asesor Político del Director General Económico (1993), y Director de asuntos de Asia, Pacífico y Oceanía (1998-2000). 

## Actividades académicas
Profesor de "Práctica Diplomática" en la Academia Diplomática de Chile (1986, 1987 y 1999) y colaborador de la Revista "Diplomacia".
Con posterioridad al término de su carrera diplomática, y tras un breve paso por el estudio jurídico chileno "Casanova, Rodríguez y Compañía!", cursó estudios de tercer ciclo en la Universidad de Heidelberg, Alemania, y en 2003 obtuvo el título de Master of Arts (MA) en Estudios Políticos Europeos. 
Entre 2004 y 2006 trabajó como investigador-contratado en el Instituto Max-Planck de Derecho Público Comparado y Derecho Internacional de esa ciudad en las relaciones de la Unión Europea y los países de América Latina y el Caribe.
En ese mismo período, se desempeñó como profesor en el Instituto Zentrales Sprachlabor de esa misma Universidad.

## Otras actividades profesionales
Como consultor independiente se desempeñó como Encargado de las Relaciones Exteriores de la Tribuna del Agua de la Exposición Internacional Zaragoza 2008 (2007-2008).
Entre 2008 y 2012, fue asesor en materia de relaciones internacionales en "Zaragoza Global", entidad pública dependiente del Ayuntamiento de Zaragoza encargada de la promoción exterior de esa ciudad. 
Es además autor de numerosos artículos acerca de temas diplomáticos e internacionales que han sido publicados en revistas y periódicos de diferentes países.